# Melazzo
Melazzo és un municipi situat al territori de la província d'Alessandria, a la regió del Piemont (Itàlia).
Limita amb els municipis d'Acqui Terme, Bistagno, Cartosio, Castelletto d'Erro, Cavatore i Terzo.
Pertany al municipi la frazione d'Arzello.

## Galeria fotogràfica

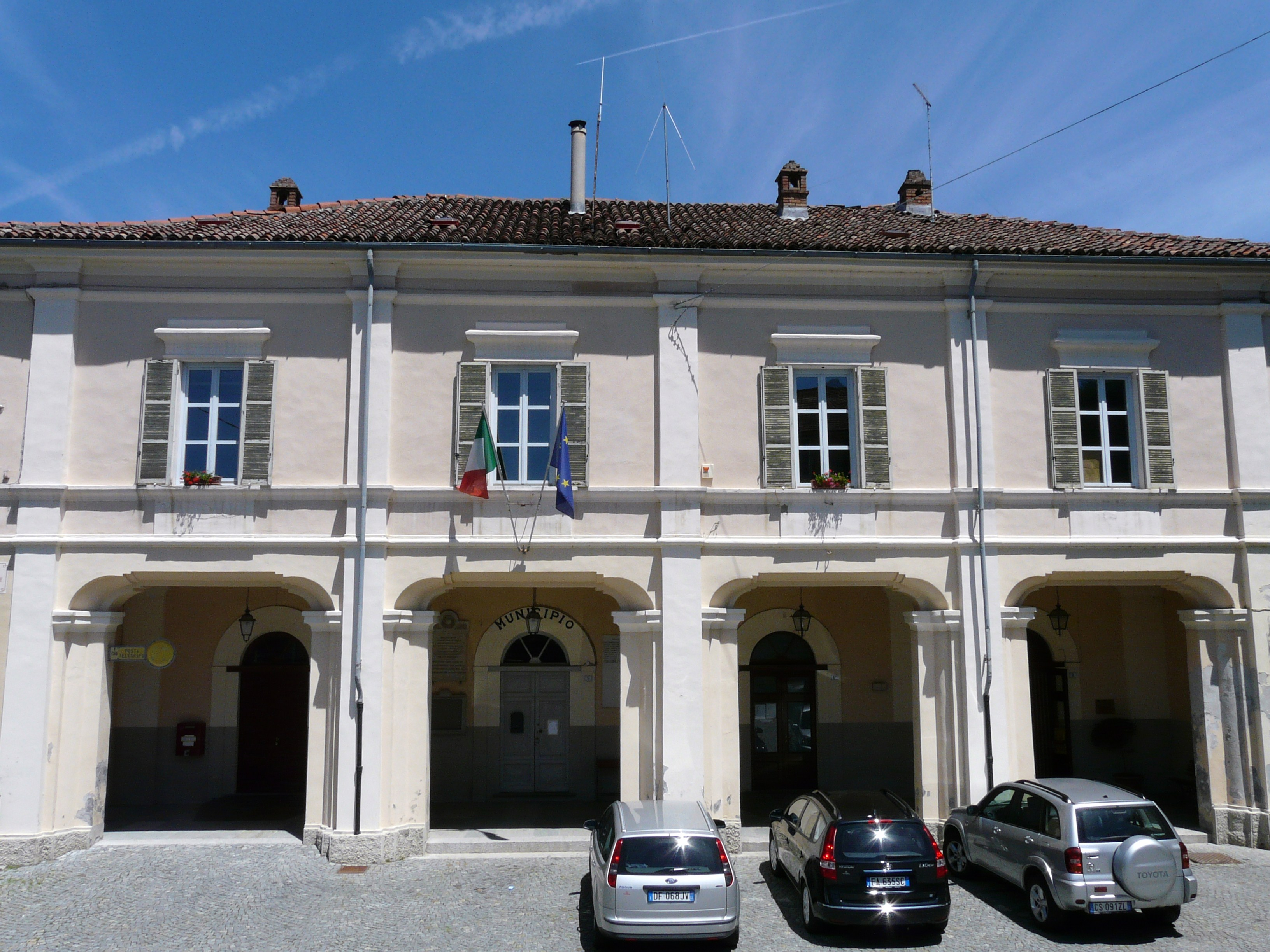
Ajuntament
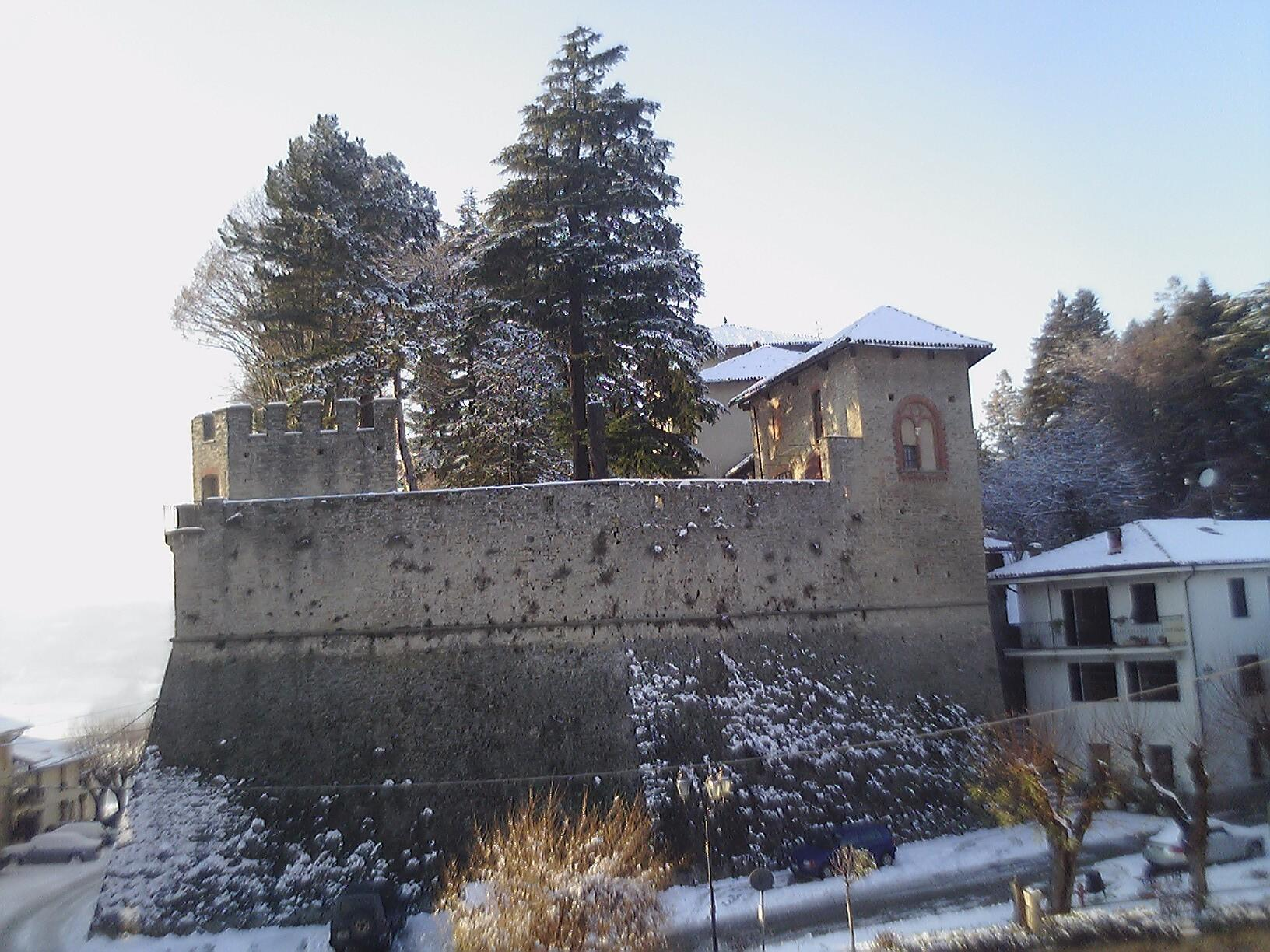
Castell de Melazzo
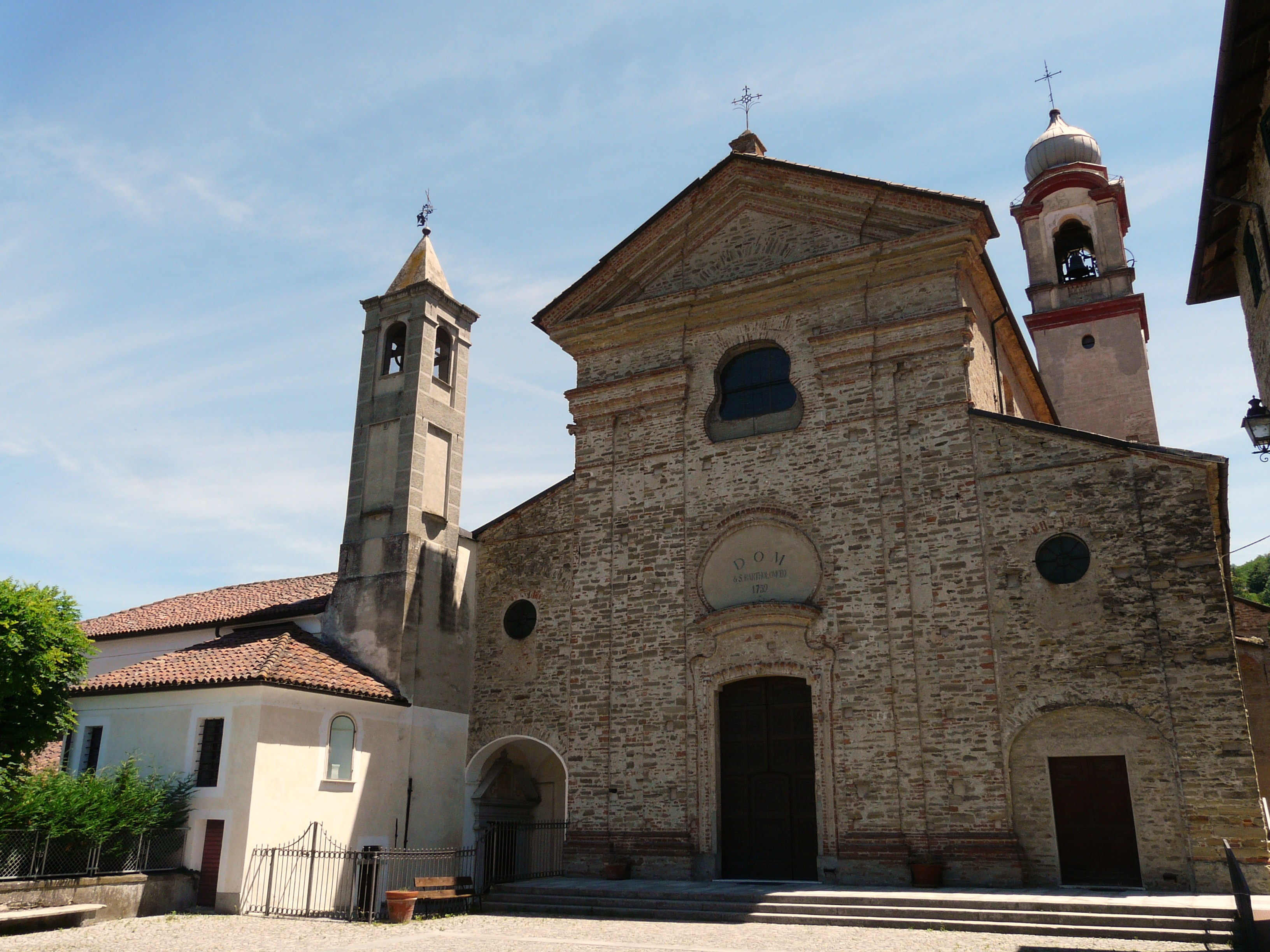
Església de Sant Bartomeu
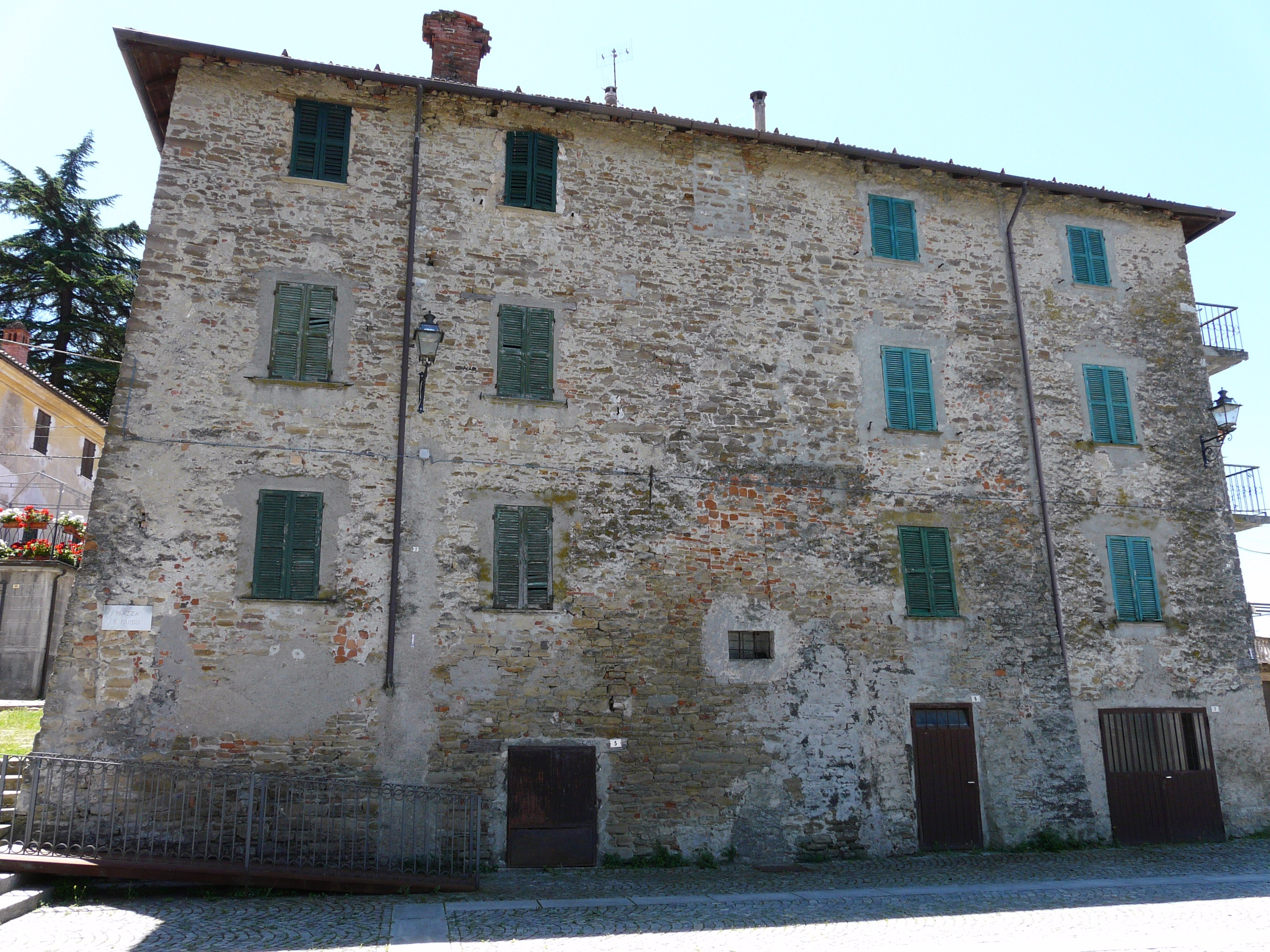
Casa del centre històric